# Гімн Андорри
El Gran Carlemany (кат. Карл Великий) — національний гімн Андорри.
Автор слів — Жуан Банльок-і-Віво (кат. Joan Benlloch i Vivo) (1864–1926 р.р.), автор музики — Анрік Марфань-Бонс (кат. Enric Marfany Bons) (1871–1942 р.р.). Офіційно прийнятий у 1914 році.

## Офіційний тексткаталанською
El gran Carlemany, mon Pare dels alarbs em deslliurà,

I del cel vida em donà de Meritxell, la gran Mare,

Princesa nasquí i Pubilla entre dues nacions neutral

Sols resto l'única filla de l'imperi Carlemany.

Creient i lluire onze segles, creient i lliure vull ser.

Siguin els furs mos tutors i mos Prínceps defensors! I mos Prínceps defensors!

## Французькийпереклад
Le Grand Charlemagne, mon père, nous délivra des arabes

et du ciel me donna la vie, Meritxell notre mère.

Je suis née Princesse héritière, neutre entre deux nations,

Je reste la seule fille de l'empereur Charlemagne.

Croyante et libre onze siècles, croyante et libre je veux demeurer

Que les Fueros soient mes tuteurs et mes Princes mes défenseurs !
et mes Princes mes défenseurs !

## Іспанськийпереклад
El gran Carlomagno, mi padre, me liberó de los árabes,

Y del cielo vida me dará de Meritxell, la gran Madre,

Princesa nací y virgen, entre dos naciones neutral

Soy la única hija que queda del Imperio Carolingio.

Creyente y libre once siglos; creyente y libre quiero ser.

¡Sean los fueros mis tutores y mis Príncipes defensores! ¡Y mis Príncipes defensores!

## Українськийпереклад
Великий Карле, Батько мій, мене звільнив од арабів,

І з небес від Мерічелі життя мені дав, від Великої Матері,

Народилась я принцесою і дівою, між двома країнами нейтральна

Одна я донька залишилась від імперії Карла Великого.

Віруюча і вільна вже одинадцять століть; віруючою і вільною я хочу бути.

Хай будуть закони — моїми вождями, і Князі — захисниками! І Князі — захисниками!

## Мелодія
- MP-3 [Архівовано 11 серпня 2016 у Wayback Machine.]